# Platypsyllus castoris
Bọ cánh cứng Hải ly (tên khoa học Platypsyllus castoris) là một loài bọ cánh cứng chỉ xuất hiện trên hải ly. It is flattened and eyeless, Loại bọ này có thân hình xẹp và không có mắt, [4] giống như bọ chét hoặc ve. Loại bọ này từng được đặt trong một họ riêng gọi là Leptinidae, nhưng bây giờ được đặt trong họ Leiodidae, trong phân họ riêng của nó, Platypsyllinae.

## Phân bố
Bọ cánh cứng Hải ly chỉ tồn tại ở bán cầu bắc (holarctic) và bị giới hạn ở các khu vực tìm thấy hải ly, Bắc Mỹ và Bắc Âu và Châu Á.

## Hành vi
Ngoài hải ly Bắc Mỹ (Castor canadensis) và hải ly Á-Âu (Castor canadensis), vật chủ duy nhất mà loài bọ cánh cứng này đã được tìm thấy là rái cá sông Bắc Mỹ (Lontra canadensis), và điều này chỉ xảy ra trong một lý do duy nhất. Người ta đưa ra giả thuyết rằng rái cá có thể đã dính phải, mang ký sinh trùng khi nó vào một nơi cư trú của hải ly hoặc có thể giết chết một con hải ly còn trẻ, một điều mà rái cá được cho là thỉnh thoảng vẫn thường là. Cả bọ cánh cứng trưởng thành và ấu trùng của chúng ăn mô biểu bì, và có lẽ cả chất tiết trên da và chất lỏng chảy ra từ vết thương của hải ly. Có khả năng ấu trùng của loài bọ cánh cứng này cũng có thể đóng vai trò là "lao công dọn rác" trong nơi cư trú của hải ly.